# Manare Tua
Manare Tua is een bestuurslaag in het regentschap Padang Lawas Utara van de provincie Noord-Sumatra, Indonesië. Manare Tua telt 579 inwoners (volkstelling 2010).